# 拉尔甘杰
拉尔甘杰（Lalganj），是印度北方邦Rae Bareli县的一个城镇。总人口21135（2001年）。

## 人口
该地2001年总人口21135人，其中男性10999人，女性10136人；0—6岁人口2736人，其中男1460人，女1276人；识字率71.84%，其中男性为77.95%，女性为65.20%。